# Robert Henze

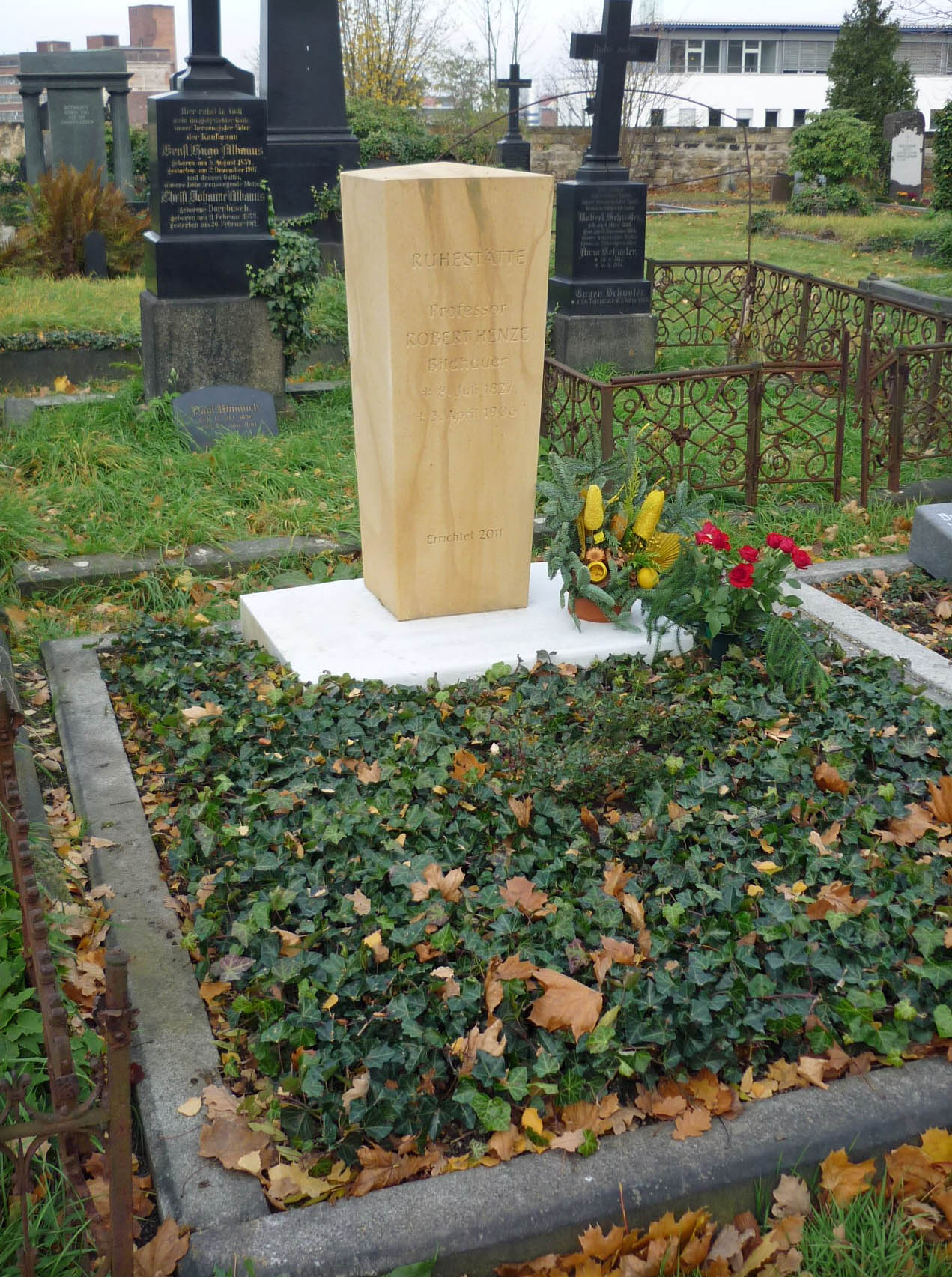
Robert Henzes grav.

Robert Eduard Henze, född den 8 juli 1827 i Dresden, död där den 3 april 1906, var en tysk bildhuggare. 
Henze blev först smed, men visade så stor skicklighet i att avteckna, modellera och porträttera sina kamrater, att han föranleddes att besöka konstakademien, varefter han, 1856, blev elev i Johannes Schillings ateljé, där hans talang hastigt utvecklade sig. Bland hans arbeten märks den mästerliga malmstatyn av reformationshjälten Wolfgang av Anhalt (1880 avtäckt i Bernburg) och den 1880 på Altmarkt i Dresden uppställda kolossala Germania med fyra allegoriska kvinnofigurer på postamentet. 